# Alejandro Miguel Sánchez
Alejandro Miguel Sánchez (Saavedra, Buenos Aires, Argentina; 25 de octubre de 1986) es un futbolista argentino que juega de arquero, actualmente se encuentra en Club Deportivo Rincon Del Federal A

## Trayectoria

### Inicios en Platense
Surgió en el Club Atlético Platense del Ascenso del fútbol argentino, donde jugó desde 2004 a 2010. Allí alcanzó rendimientos muy buenos, y por ello se mantuvo tanto tiempo en la institución. Al irse, dejó una buena imagen para los hinchas y es recordado por los mismos. 
Formó parte del equipó que en la temporada 2005-2006 ganó el campeonato de Primera B, ascendiendo a la Primera B Nacional. Fue el arquero que menos goles recibió en todo el país en la temporada 2005-06. Tras producirse el descenso de Platense en mayo del 2010 se fue a jugar al Audax Italiano. 

### Audax Italiano
En el 2011, dejó Argentina ya que un grupo empresario adquirió su pase para ubicarlo en el Audax Italiano, club de la Primera división de Chile. La operación se habría realizado por U$S 260.000 el 100% del pase del “Oso” Sánchez y el de Tomás Lanzini, por entonces un juvenil de Platense.
Realizó una buena labor en el elenco trasandino en sus comienzos, a tal punto de que en el 2011 estuvo cerca de nacionalizarse para jugar en la Selección de dicho país. "Si Chile me necesita, me nacionalizo y juego por la selección" dijo el portero.

### Nueva Chicago
El 22 de junio de 2014 Sánchez se convierte en la primera incorporación del Club Atlético Nueva Chicago, equipo dirigido por el entrenador Omar Labruna que lo conocía del fútbol chileno. Firmó un contrato con una duración de 18 meses con una cláusula de rescisión bastante alta.
Al llegar a la institución, se ve relegado al banco de suplentes debido a que Nicolás Tauber era el arquero titular que se había coronado campeón con Chicago la temporada anterior. Sin embargo, en la fecha 4 contra Argentinos Juniors se produjo su debut debido a la ausencia del arquero titular donde le contuvo un penal a Cristian Álvarez. A partir de ese partido, se mantuvo en el puesto como titular durante todo el campeonato siendo una figura determinante para su equipo. Se ganó el cariño de la gente debido a sus declaraciones y a sobre todo, sus actuaciones en el final del campeonato. Disputó 18 partidos y su equipo logró el ascenso a Primera División.
Luego de ascender, muchos clubes quisieron llevarse al arquero, por lo que Nueva Chicago debió aumentarle el contrato. Además los dirigentes decidieron, como inversión, comprar una parte del pase por la posibilidad de una futura venta.
El 12 de abril de 2015 cumpliría su sueño de jugar en La Bombonera ante Boca Juniors. Mantuvo el arco en 0 y fue elegido "Figura del Partido" luego de 3 increíbles atajadas. Una semana después su equipo recibía a Racing y también fue elegido como la figura del juego. El 15 de agosto sufrió una fractura en el cuarto metacarpo de la mano de derecha luego de golpearse con Ramón Ábila en la victoria 3 a 0 de su equipo sobre Huracán por la fecha 20 del torneo. El 20 de agosto sería operado quirúrgicamente en el Hospital Piñero y la recuperación tardaría 2 meses en llevarse a cabo. Hasta el día de su lesión Alejandro Sánchez había disputado 22 partidos en toda la temporada. Su equipo finalmente descendió a la Primera B Nacional.
Luego del descenso de su equipo a la segunda división del fútbol argentino, Sánchez se mantuvo en la institución a pesar del interés de algunos clubes por contratarlo. Después de 5 meses, volvió a atajar para Nueva Chicago por la primera fecha del campeonato 2016 frente a Almagro en la victoria 2 a 0 de su equipo. Durante dicho campeonato semestral disputó 18 partidos de los 21 que jugó su equipo, siendo reemplazado por Alan Minaglia en los restantes.
Durante la B Nacional 2016-17 disputó 34 partidos, siendo una pieza clave en la campaña de su equipo. Al finalizar la temporada, rescindió su contrato de común acuerdo con la dirigencia del club, resignando la gran deuda económica que mantenían con él, y emigrando en condición de jugador libre.

### Atlético Tucuman
En el año 2017 ficharía por el Decano, club en el que tendría muy buenas actuaciones. Llegando a disputar dos Copa Libertadores, la de 2017 y 2018.

### Central Cordoba
Se iría al conjunto santiagueño en el año 2020.

### O´Higgins
El día 6 de septiembre de 2021, Alejandro fue presentado en su nuevo club, Club Deportivo O'Higgins, el cual necesitaba un arquero de categoría para reemplazar a su arquero titular, Augusto Batalla, quien finalizó su préstamo de manera anticipada para firmar en Club Atlético San Lorenzo de Almagro. El Oso logró ganarse la titularidad de manera casi inmediata, pero aún no es del completo gusto de la hinchada celeste.

### Deportes Iquique
El 13 de enero de 2022 ficharía por el conjunto chileno, club en el que duraria muy poco.

### Platense (Segundo ciclo)
Volvería al Club Atlético Platense en el 6 de julio el año 2022.

### Atlanta
Alejandro ficharía por Atlanta el 1 de febrero de 2024.

### CADU
Sanches ficharía por CADU el 2 de enero de 2025.

## Clubes
| Club             | País      | Año       | PJ  | Goles |
| ---------------- | --------- | --------- | --- | ----- |
| Platense         | Argentina | 2004-2010 | 56  | 0     |
| Audax Italiano   | Chile     | 2011-2014 | 102 | 0     |
| Nueva Chicago    | Argentina | 2014-2017 | 73  | 0     |
| Atlético Tucumán | Argentina | 2017-2020 | 24  | 0     |
| Central Córdoba  | Argentina | 2020-2021 | 16  | 0     |
| O'Higgins        | Chile     | 2021      | 10  | 0     |
| Deportes Iquique | Chile     | 2022      | 12  | 0     |
| Platense         | Argentina | 2022-Act. | 0   | 0     |

## Palmarés
| Campeonato                 | Club                                     | País      | Temporada                                 |
| -------------------------- | ---------------------------------------- | --------- | ----------------------------------------- |
| Primera B                  | Platense                                 | Argentina | 2005-06                                   |
| Ascenso a Primera División | Nueva ChicagoClub_Atlético_Nueva_Chicago | Argentina | 2014Campeonato_de_Primera_B_Nacional_2014 |